# Low (album Davida Bowieja)
Low je jedanaesti studijski album britanskog glazbenika Davida Bowieja. Diskografska kuća RCA Records objavila ga je 14. siječnja 1977. godine. Snimljen je nakon Bowiejevog preseljenja u Zapadni Berlin nakon razdoblja ovisnosti o drogi i duševne nestabilnosti i označio je prvu od tri suradnje s producentima Brianom Enom i Tonyjem Viscontijem, koje su zajedno kasnije nazvane "Berlinskom trilogijom". Međutim, snimljen je uglavnom u Francuskoj u Château d'Hérouvilleu i označio je pomak u Bowiejevu glazbenom stilu prema elektroničkoj i ambijentalnoj glazbi koji su u većoj mjeri zastupljeni na naknadnim albumima "Heroesu" (iz 1977.) i Lodgeru (iz 1979.). Glazbu na Lowu nadahnula je njemačka glazbena scena, a pogotovo skupine Tangerine Dream, Kraftwerk i Neu!. Bowieja su počeli zanimati ti sastavi kad je surađivao s Iggyjem Popom na njegovom debitantskom samostalnom albumu The Idiot. A-strana se uglavnom sastoji od kraćih, izravnih avant-pop djelića pjesama, dok B-stranu uglavnom čine dulje, uglavnom instrumentalne skladbe.
U vrijeme objave reakcije na Low bile su podijeljene. RCA ga je tri mjeseca odbijao objaviti jer se bojao da neće biti komercijalno uspješan. Međutim, uradak je nadišao Station to Stationa na britanskim ljestvicama, gdje se pojavio na drugom mjestu. U naknadnim desetljećima kritičari su za Low počeli tvrditi da je bio ispred svog vremena i nazvali su ga jednim od Bowiejevih najboljih i najutjecajnijih djela. Pojavio se na brojnim popisima "najboljih albuma"; Pitchfork ga je postavio na prvo mjesto popisa "100 najboljih albuma iz 1970-ih", dok ga je časopis Q uvrstio na 14. mjesto popisa "100 najboljih britanskih albuma uopće". NME ga je 2013. nazvao 14. najboljim albumom svih vremena. Pojavio se i na Rolling Stoneovom popisu 500 najboljih albuma svih vremena.

## Pozadina
Low je nastao na temeljima prethodnog Bowiejevog albuma Station to Stationa i glazbi koju je snimio za film Čovjek koji je pao na Zemlju. Kad je Bowie svoj materijal za film prikazao Nicolasu Roegu, redatelj je izjavio da ta glazba ne pristaje filmu. Roeg je preferirao zvuk narodne glazbe, iako je John Phillips (skladatelj izabran za skladanje glazbe za film) Bowiejeve doprinose opisao "upečatljivim i prekrasnim". Elementi tih skladbi kasnije su bili uvršteni u Low. Naslovnica albuma, kao i ona Station to Stationa, zapravo je fotografija iz filma: sama fotografija pod naslovom uratka poigrala se značenjem fraze "low profile" (glavno značenje: "potajno"; doslovno prevedeno: "niski profil"). Privremeni je naziv albuma bio New Music Night and Day.
Nakon perioda u liku Mršavog Bijelog Vojvode i komercijalno uspješnih singlova "Fame" i "Golden Years" 1976. godine Bowie je odlučio napustiti narkomansku kulturu Los Angelesa, gdje je postao ovisan o kokainu. Također je postao i središtem polemika zbog svojih komentara kojim je naočigled podržao fašizam. Rekao je da se čudno ponašao zbog ovisnosti i lošeg psihičkog zdravlja. Kasnije je objasnio: "Bilo je to opasno razdoblje. Bio sam fizički i emocionalno izmučen i počeo sam preispitivati svoj razum." Bowie se tijekom druge polovice 1976. preselio u Švicarsku. Kasnije se te godine Bowie s prijateljem i pjevačem Iggyjem Popom preselio u Berlin kako ne bi toliko bio u središtu pozornosti i kako bi se lakše nosio sa svojom ovisnošću:
Dok je dijelio stan s Iggyjem Popom, Bowie se počeo zanimati za njemačku glazbenu scenu, koju su činili izvođači kao što su Tangerine Dream, Kraftwerk i Neu!. Prije nego što su se preselili u stan u ulici Hauptstraße, Pop i Bowie neko su vrijeme živjeli s Edgarom Froeseom iz Tangerine Dreama i njegovom obitelji u njihovoj kući u Schönebergu. Froese je također pomogao Bowieju da se oporavi i upoznao ga s berlinskom podzemnom glazbenom scenom. Bowie je rekao da ga se Froeseov samostalni album Epsilon in Malaysian Pale snažno dojmio i da je postao popratna glazba njegovom životu u Berlinu. Dok se nekoliko mjeseci oporavljao, također ga je počeo zanimati i minimalistični album Discreet Music Briana Ena (iz 1975.), glazbenika kojeg je 1976. i upoznao. Ubrzo nakon toga počeo je surađivati s njim, producentom Tonyjem Viscontijem i Popom. Prije nego što je stigao u Berlin kako bi surađivao s Bowiejem, Eno je snimao skladbe s njemačkom skupinom Harmonia, što je snažno utjecalo na proces snimanja Lowa.

## Glazbeni stil
Producenti albuma su Bowie i Tony Visconti, a u glazbenom mu je smislu značajno doprinio Brian Eno. Budući da se odvikavao od ovisnosti o kokainu, Bowiejeve se pjesme na Lowu bave teškim problemima: "Na albumu Low prisutno je mnogo boli. Tad sam se prvi put pokušao riješiti kokaina, što je bilo strahovito bolno. I preselio sam se u Berlin kako bih to postigao. Preselio sam se iz svjetskog centra kokaina [Los Angelesa, gdje je snimljen Station to Station] u svjetski centar bijeloga. Na svu sreću, bijelo mi se nije svidjelo pa nisam bio u opasnosti." Visconti je izjavio da naziv djelomično aludira na Bowiejeva "loša" raspoloženja tijekom skladanja i snimanja tog albuma.
Na Lowu se Bowie prvi put počeo baviti elektroničkom i ambijentalnom glazbom. Na prvoj se strani albuma nalaze kraći, izravni isječci avant-pop pjesama; druga se strana uglavnom sastoji od duljih, instrumentalnih skladbi. U izradi tih potonjih skladbi pomagao je Eno, bivši klavijaturist i konceptualist Roxy Musica, koji je sa sobom donio EMS-ov sintesajzer AKS u obliku kovčega (Bowie je kasnije dobio upravo taj sintesajzer kao rođendanski poklon nakon što ga je jedan njegov prijatelj kupio na aukciji). Iako mu se često pogrešno pripisuju zasluge za produkciju Lowa, Eno je bio umjetnički direktor i skladao veći dio druge strane albuma te je napisao instrumental za pjesmu "Warszawa" dok je Bowie bio na pariškom sudu na kojem je podnio tužbu protiv svojeg bivšeg menadžera. Enu je pak pomogao četverogodišnji Viscontijev sin koji je sjeo pored Ena i na studijskom klaviru svirao note A, B i C. Taj je slijed nota kasnije postao glavni dio pjesme "Warszawa". Eno je Bowieju reproducirao uradak nakon što se vratio sa suda. Bowieja se uradak dojmio i napisao je tekst koji je zvučao kao istočnoeuropski jezik. Prema francuskom glazbenom novinaru Matthieuu Thibaultu onomatopejska zborska skandiranja ne nose nikakvo značenje, već su nastala kako bi ojačala atmosferu; pjevana su u tri različita glasa koji su presnimljeni jedan na drugoga.
Iako su glazbu nadahnuli njemački sastavi kao što su Tangerine Dream, Kraftwerk i Neu!, Low je dobio pohvale zbog svoje originalnosti i smatra se da je bio ispred svog vremena, pogotovo zbog pećinskog zvuka bubnjeva koji je producent Visconti stvorio koristeći se Eventideovim harmonizatorom. Nakon objave Lowa Viscontija su počeli zvati drugi producenti i pitati ga kako je stvorio taj jedinstven zvuk, ali nije im odlučio odati u čemu je riječ, već ih je pitao kako oni misle da je taj zvuk nastao. Godine 2004. Bjorn Randolph iz časopisa Stylus Magazine izjavio je: "Da je uradak bio objavljen dvadeset godina kasnije, rekli bismo da pripada 'post-rocku.'"
Nakon što su čuli Low, izvršni direktori RCA-e Bowieju su napisali pismo u kojem odbijaju album i u kojem ga mole da snimi uradak sličniji Young Americansu. Bowie je to pismo ovjesio na jedan od svojih kućnih zidova.

## Recenzije
U vrijeme objave uratka reakcije na Low bile su relativno podijeljene. John Milward iz Rolling Stonea izjavio je da "Bowieju nedostaje dovoljno samouvjerena humora da bi mu pošlo za rukom ostvariti vlastite avangardne ciljeve". Dodao je da je druga strana uratka slabija od prve: "Prva strana, na kojoj se Bowie više bavi konvencionalnijim rockom, bolja je od eksperimenata na drugoj strani zato što skupina disciplinira Bowiejeve pjesme i izvedbe." U The Village Voiceu Robert Christgau napisao je da je sedam "komadića" s prve strane "gotovo jednako snažno kao i 'predugačke' pjesme na Station to Stationu", ali je "filmsku glazbu na drugoj strani opisao banalnom (međutim, kasnije je promijenio mišljenje o drugoj strani nakon objave "Heroesa"; tad je izjavio da Low "zvuči kao pop, uglađen je i izravan čak i kad je poanta u pozadinskoj buci"). Christgau ga je uvrstio na 26. mjesto svojeg "dekanskog popisa" najboljih albuma iz 1977. godine u kritičarskoj anketi Pazz & Jop. Robert Hilburn, recenzent Los Angeles Timesa, bio je sličnog mišljenja: "Prvih je dvanaest minuta ovo Bowiejev najupečatljiviji i najviše zadovoljavajući uradak nakon Ziggyja. No preostalih 26 minuta, koje uključuju cijelu drugu stranu, odlikuju se svemirskim art rockom koji je jednostavno iznad njegovog senzibiliteta za pop glazbu masa i stoga ne izaziva mnogo oduševljenja."
Suprotnog je mišljenja bio NME, koji je Low opisao kao "začudno prekrasan [...] zvuk Franka Sinatre koji reproduciraju marsovska računala". Billboard je drugu stranu albuma nazvao "najpustolovnijom i u čistoj suprotnosti s nekoliko distorziranih hard rock skladbi na prvoj strani" te dodao da Low "ističe Bowiejev kantautorski trud za koji će samo vrijeme pokazati hoće li se svidjeti svima koji su ga promatrali dok se bavio različitim glazbenim stilovima." John Rockwell iz The New York Timesa napisao je: "Ima vrlo malo pjevanja, a tamo gdje ga ima izdaleka zvuči poput bezumnih loših stihova. Instrumentali su čudni i prostrani. U svakom slučaju, cijeli mi uradak zvuči izvanredno, prilično prelijepo." Rockwell je zvuk Lowa opisao kao "čudnu mješavinu Roxy Musica, Enovih samostalnih albuma, Talking Headsa i indonezijskog gamelana. A usprkos svemu tome ostaje album Davida Bowieja". Zaključio je: "Možda će obožavatelji gospodina Bowieja shvatiti da je stvorio jedan od najboljih albuma svoje karijere kad prebrode šok koji je izazvala njegova najnovija promjena glazbenog stila."
Low je bio komercijalno uspješan; našao se na 2. mjestu britanske ljestvice albuma i na 11. mjestu američke ljestvice Billboard 200. "Sound and Vision" i "Be My Wife" objavljeni su kao singlovi; prethodni se singl pojavio na 3. mjestu britanske ljestvice singlova.

## Nasljeđe
Low se pojavio na popisima "najboljih albuma" brojnih kritičara. Našao se na prvom mjestu popisa "Najboljih 100 albuma iz 1970-ih" web-stranice Pitchfork. Godine 2000. časopis Q postavio ga je na 14. mjesto popisa "100 najboljih britanskih albuma svih vremena". Trinaest godina kasnije NME je također proglasio uradak 14. najboljim albumom svih vremena.
Nick Lowe svoj je EP iz 1977. nazvao Bowi u počast Lowu.
Colin Larkin 2000. je godine u svojoj knjizi Najboljih 1000 albuma svih vremena uradak postavio na 47. mjesto. Godine 2003. Low se našao na 249. mjestu Rolling Stoneovog popisa 500 najboljih albuma svih vremena, a na ažuriranom popisu iz 2012. uvršten je na 251. mjesto. U retrospektivnoj recenziji The Rolling Stone Album Guide tvrdi da je u pitanju "glazba previše nadražena uma u izmučenu tijelu [...] nonšalantno šeće emocionalnom olupinom."
Philip Glass utemeljio je svoju klasičnu Simfoniju Low iz 1992. godine na Lowu; i Bowie i Eno utjecali su na uradak.
Analitičari glazbe smatraju da je Low ključno utjecao na žanr post-rocka, koji je postao popularan među glazbenicima izvan glavne struje gotovo dva desetljeća nakon objave uratka.

## Popis pjesama
Sve je tekstove napisao David Bowie. Svu je glazbu skladao Bowie, osim na pjesmi "Breaking Glass", koju je skladao s Dennisom Davisom i Georgeom Murrayjem, i pjesmi "Warszawa", koju je skladao s Brianom Enom.
| Strana A | Strana A                                    | Strana A | Strana A | Strana A | Strana A | Strana A | Strana A | Strana A | Strana A |
| Br.      | Skladba                                     | Trajanje |          |          |          |          |          |          |          |
| -------- | ------------------------------------------- | -------- | -------- | -------- | -------- | -------- | -------- | -------- | -------- |
| 1.       | »Speed of Life« (instrumental)              | 2:46     |          |          |          |          |          |          |          |
| 2.       | »Breaking Glass«                            | 1:51     |          |          |          |          |          |          |          |
| 3.       | »What in the World«                         | 2:23     |          |          |          |          |          |          |          |
| 4.       | »Sound and Vision«                          | 3:03     |          |          |          |          |          |          |          |
| 5.       | »Always Crashing in the Same Car«           | 3:29     |          |          |          |          |          |          |          |
| 6.       | »Be My Wife«                                | 2:55     |          |          |          |          |          |          |          |
| 7.       | »A New Career in a New Town« (instrumental) | 2:51     |          |          |          |          |          |          |          |
| 19:18    |                                             |          |          |          |          |          |          |          |          |

| Strana B      | Strana B                      | Strana B | Strana B | Strana B | Strana B | Strana B | Strana B | Strana B | Strana B |
| Br.           | Skladba                       | Trajanje |          |          |          |          |          |          |          |
| ------------- | ----------------------------- | -------- | -------- | -------- | -------- | -------- | -------- | -------- | -------- |
| 1.            | »Warszawa«                    | 6:20     |          |          |          |          |          |          |          |
| 2.            | »Art Decade« (instrumental)   | 3:43     |          |          |          |          |          |          |          |
| 3.            | »Weeping Wall« (instrumental) | 3:26     |          |          |          |          |          |          |          |
| 4.            | »Subterraneans«               | 5:39     |          |          |          |          |          |          |          |
| 19:08 (38:26) |                               |          |          |          |          |          |          |          |          |

### Ponovne objave
RCA Records prvi je put objavio album na CD-u sredinom 1980-ih. Rykodiscova inačica albuma na CD-u iz 1991. sadrži tri bonus skladbe. Ta je varijantu EMI u Ujedinjenom Kraljevstvu objavio na CD-u, kazeti i gramofonskoj ploči, a kasnije je album objavljen i kao AU20 Gold CD. EMI-jevo CD-izdanje iz 1999. ne sadrži bonus skladbe, ali je zvuk remasteriran.
Godine 2017. uradak je remasteriran za Parlophoneov box set A New Career in a New Town (1977–1982). Objavljen je na CD-u, gramofonskoj ploči i u digitalnom formatu kao dio te kolekcije, a iduće je godine objavljen i zasebno.
| Bonus skladbe s remasterirane inačice albuma iz 1991. godine | Bonus skladbe s remasterirane inačice albuma iz 1991. godine                        | Bonus skladbe s remasterirane inačice albuma iz 1991. godine | Bonus skladbe s remasterirane inačice albuma iz 1991. godine | Bonus skladbe s remasterirane inačice albuma iz 1991. godine | Bonus skladbe s remasterirane inačice albuma iz 1991. godine | Bonus skladbe s remasterirane inačice albuma iz 1991. godine | Bonus skladbe s remasterirane inačice albuma iz 1991. godine | Bonus skladbe s remasterirane inačice albuma iz 1991. godine | Bonus skladbe s remasterirane inačice albuma iz 1991. godine |
| Br.                                                          | Skladba                                                                             | Trajanje                                                     |                                                              |                                                              |                                                              |                                                              |                                                              |                                                              |                                                              |
| ------------------------------------------------------------ | ----------------------------------------------------------------------------------- | ------------------------------------------------------------ | ------------------------------------------------------------ | ------------------------------------------------------------ | ------------------------------------------------------------ | ------------------------------------------------------------ | ------------------------------------------------------------ | ------------------------------------------------------------ | ------------------------------------------------------------ |
| 12.                                                          | »Some Are« (prethodno neobjavljena, snimljena između 1976. i 1979.)                 | 3:24                                                         |                                                              |                                                              |                                                              |                                                              |                                                              |                                                              |                                                              |
| 13.                                                          | »All Saints« (instrumental; prethodno neobjavljena, snimljena između 1976. i 1979.) | 3:35                                                         |                                                              |                                                              |                                                              |                                                              |                                                              |                                                              |                                                              |
| 14.                                                          | »Sound and Vision« (remiksana inačica iz 1991.)                                     | 4:43                                                         |                                                              |                                                              |                                                              |                                                              |                                                              |                                                              |                                                              |
| 50:08                                                        |                                                                                     |                                                              |                                                              |                                                              |                                                              |                                                              |                                                              |                                                              |                                                              |

## Zasluge
David Bowie
- David Bowie – vokali (na pjesmama 2–6, 8, 10–12 i 14), saksofon (na pjesmama 4 i 11), gitara (na pjesmama 6 i 9–11), pump bass (na pjesmi "Be My Wife"), usna harmonika (na pjesmi "A New Career in a New Town"), vibrafon (na pjesmama 9 i 10), ksilofon (na pjesmi "Weeping Wall"), udaraljke (na pjesmi "Weeping Wall"), ARP-ov sintesajzer (na pjesmama 1, 10 i 11), chamberlin (na pjesmi "Speed of Life"), "sintetska gudačka glazbala" (na pjesmama 1, 4, 9 i 10), "violončela na vrpcama" (na pjesmi "Always Crashing in the Same Car"), "saksofonska dionica na vrpcama" (na pjesmi "A New Career in a New Town"), klavir (na pjesmama 7 i 9–11), razna glazbala (na pjesmi "All Saints"), produkcija

Dodatni glazbenici
- Brian Eno – minimoog (na pjesmama 2, 8 i 9), ARP (na pjesmama 3 i 11), EMS Synthi AKS (naveden kao "E.M.I."; na pjesmama 3 i 5), klavir (na pjesmama 7–9 i 11), chamberlin (na pjesmama 8 i 9), ostali sintesajzeri i vokali (na pjesmama 4 i 14), prilagodba zvuka gitare (na pjesmi "Always Crashing in the Same Car"), sintetika (na pjesmi "A New Career in a New Town"), razna glazbala (na pjesmama 12 i 13)
- Carlos Alomar – ritam gitara (na pjesmama 1, 3-7 i 14), glavna gitara (na pjesmama 1 i 2)
- Dennis Davis – udaraljke (na pjesmama 1–7 i 14)
- George Murray – bas-gitara (na pjesmama 1–7, 11 i 14)
- Ricky Gardiner – ritam gitara (na pjesmi "Breaking Glass"), glavna gitara (na pjesmama 3–7 i 14)
- Roy Young – klavir (na pjesmama 1, 3–7 i 14), Farfisine orgulje (na pjesmama 3 i 5)
- Iggy Pop – prateći vokali (na pjesmi "What in the World")
- Mary Visconti – prateći vokali (na pjesmama 4 i 14)
- Eduard Meyer – violončelo (na pjesmi "Art Decade")
- Peter i Paul – klavir i ARP (na pjesmi "Subterraneans") (odnosno J. Peter Robinson i Paul Buckmaster, koji su s Bowiejem radili na glazbi za film Čovjek koji je pao na Zemlju)[55]

Ostalo osoblje
- Tony Visconti – produkcija

## Ljestvice
| Ljestvica (1977.)      | Najviša pozicija |
| ---------------------- | ---------------- |
| Australija             | 10               |
| Austrija               | 17               |
| Japan                  | 35               |
| Kanada                 | 56               |
| Nizozemska             | 6                |
| Novi Zeland            | 12               |
| Norveška               | 10               |
| SAD (Billboard 200)    | 11               |
| Švedska                | 12               |
| Ujedinjeno Kraljevstvo | 2                |